# Międzynarodowy Dzień Sportu dla Rozwoju i Pokoju
Międzynarodowy Dzień Sportu na rzecz Rozwoju i Pokoju (ang. International Day of Sport for Development and Peace – IDSDP) – święto ustanowione przez Zgromadzenie Ogólne Organizacji Narodów Zjednoczonych 23 sierpnia 2013 rezolucją A/RES/67/296, dla przyczynienia się do realizacji celów ONZ na rzecz rozwoju i pokoju. Dniem obchodów wyznaczono 6 kwietnia, co upamiętnia otwarcie w 1896 roku w Atenach (Grecja) pierwszych letnich igrzysk olimpijskich w epoce nowożytnej.
Ustanowienie tego dnia jest związane z uznaniem przez ONZ potencjalnych możliwości oddziaływania sportu na rozwój praw człowieka, społeczny i gospodarczy.
Pierwsze obchody odbyły się w 2014 roku. 4 kwietnia tego roku w Genewie Biuro Organizacji Narodów Zjednoczonych ds. Sportu na rzecz Rozwoju i Pokoju (ang. United Nations Office on Sport for Development and Peace – UNOSDP), wraz z głównym Biurem Organizacji Narodów Zjednoczonych (ang. United Nations Office – UNOG) i Grupą Przyjaciół Sportu na rzecz Rozwoju i Pokoju (ang. Group of Friends of Sport for Development and Peace), było organizatorem panelu dyskusyjnego o wartości i wykorzystaniu sportu w przemianach społecznych. Po dyskusji odbył się symboliczny bieg wokół Palais des Nations. Z okazji obchodów święta sekretarz generalny Organizacji Narodów Zjednoczonych Ban Ki-moon stwierdził:

Ten nowy Międzynarodowy Dzień podkreśla rolę i potencjał sportu  w kwestii  przestrzegania praw człowieka i usuwania barier oraz promowania międzyludzkiej solidarności na świecie.

Nasz cel wymaga zaangażowania wszystkich graczy:  rządów państw, organizacji międzynarodowych, sektora sportowego, społeczeństwa obywatelskiego i wielu innych.